# Réveillon (Orne)
Réveillon és un municipi francès situat al departament de l'Orne i a la regió de Normandia. L'any 2007 tenia 353 habitants.

## Demografia

### Població
El 2007 la població de fet de Réveillon era de 353 persones. Hi havia 136 famílies de les quals 40 eren unipersonals (28 homes vivint sols i 12 dones vivint soles), 52 parelles sense fills i 44 parelles amb fills.
La població ha evolucionat segons el següent gràfic:
Habitants censats

### Habitatges
El 2007 hi havia 184 habitatges, 147 eren l'habitatge principal de la família, 21 eren segones residències i 16 estaven desocupats. 181 eren cases i 3 eren apartaments. Dels 147 habitatges principals, 114 estaven ocupats pels seus propietaris, 30 estaven llogats i ocupats pels llogaters i 3 estaven cedits a títol gratuït; 12 tenien dues cambres, 22 en tenien tres, 38 en tenien quatre i 75 en tenien cinc o més. 124 habitatges disposaven pel capbaix d'una plaça de pàrquing. A 66 habitatges hi havia un automòbil i a 70 n'hi havia dos o més.

### Piràmide de població
La piràmide de població per edats i sexe el 2009 era:
| Homes | Edats   | Dones |
| ----- | ------- | ----- |
| 0     | 95 o +  | 0     |
| 0     | 90 a 94 | 0     |
| 4     | 85 a 89 | 4     |
| 4     | 80 a 84 | 12    |
| 8     | 75 a 79 | 8     |
| 4     | 70 a 74 | 16    |
| 20    | 65 a 69 | 4     |
| 4     | 60 a 64 | 12    |
| 8     | 55 a 59 | 12    |
| 8     | 50 a 54 | 8     |
| 8     | 45 a 49 | 4     |
| 12    | 40 a 44 | 8     |
| 8     | 35 a 39 | 12    |
| 12    | 30 a 34 | 8     |
| 12    | 25 a 29 | 4     |
| 4     | 20 a 24 | 4     |
| 0     | 15 a 19 | 4     |
| 8     | 10 a 14 | 12    |
| 12    | 5 a 9   | 8     |
| 0     | 0 a 4   | 4     |

## Economia
El 2007 la població en edat de treballar era de 214 persones, 174 eren actives i 40 eren inactives. De les 174 persones actives 164 estaven ocupades (91 homes i 73 dones) i 10 estaven aturades (3 homes i 7 dones). De les 40 persones inactives 19 estaven jubilades, 14 estaven estudiant i 7 estaven classificades com a «altres inactius».

### Ingressos
El 2009 a Réveillon hi havia 145 unitats fiscals que integraven 343 persones, la mediana anual d'ingressos fiscals per persona era de 18.751 €.

### Activitats econòmiques
Dels 16 establiments que hi havia el 2007, 1 era d'una empresa extractiva, 6 d'empreses de construcció, 2 d'empreses de comerç i reparació d'automòbils, 1 d'una empresa d'hostatgeria i restauració, 2 d'empreses de serveis, 1 d'una entitat de l'administració pública i 3 d'empreses classificades com a «altres activitats de serveis».
Dels 5 establiments de servei als particulars que hi havia el 2009, 1 era un paleta, 1 guixaire pintor, 2 fusteries i 1 lampisteria.
L'any 2000 a Réveillon hi havia 16 explotacions agrícoles que ocupaven un total de 711 hectàrees.

## Poblacions més properes
El següent diagrama mostra les poblacions més properes.